# Oronzio Fineo
Oronzio Fineo, in francese Oronce Finé, in latino Orontius Finnaeus (Briançon, 20 dicembre 1494 – Parigi, 8 agosto 1555) è stato un matematico, cartografo e astrologo francese.

## Biografia

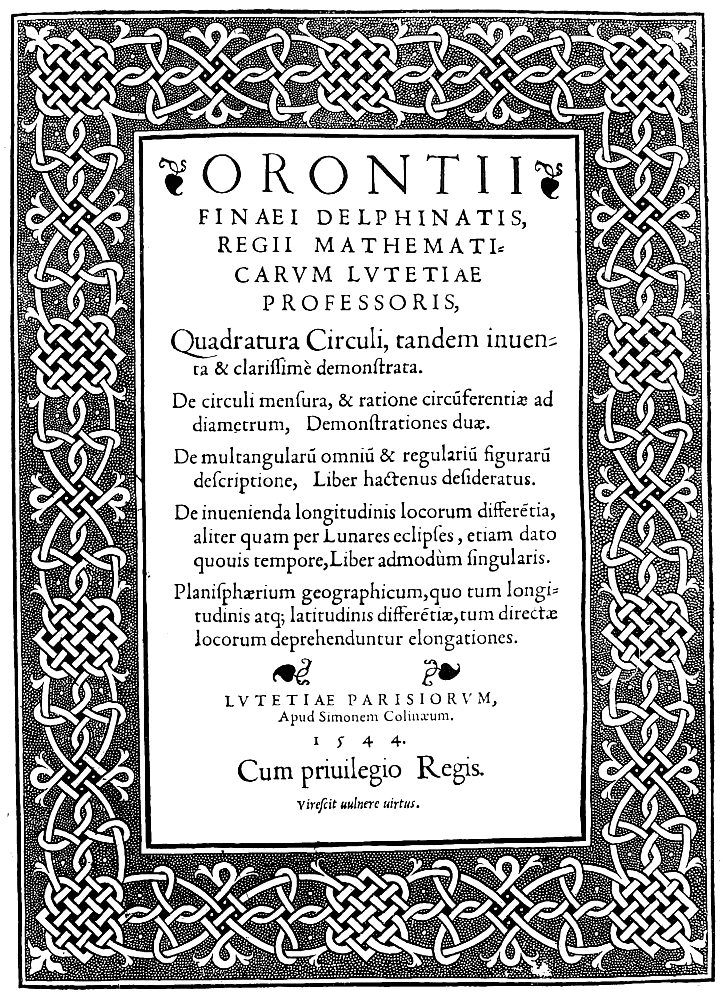
Quadratura circuli, 1544

Matematico francese originario di Briançon, Finé (detto Fineo) studiò scienze umanistiche e matematiche a Parigi nel Collège de Navarre. Tra i suoi allievi, il matematico francese Johannes Buteo. Oppostosi al concordato che Francesco I di Valois (1494-1547), re di Francia, impose alle università nel 1517, subì il carcere fino al 1524, ma fu successivamente nominato dallo stesso sovrano alla cattedra di matematica del Collège Royal (1532). Nel 1531 Finé aveva presentato a Francesco I una Epistola in rima ... sulla dignità, perfezione e utilità delle matematiche e si era già distinto come editore delle opere di Georg von Peurbach (1423-1461) e Gregor Reich. Fu prolifico inventore e costruttore di strumenti matematici e orologi solari, descritti in originali trattati, quali il Quadrans Astrolabicus (Parigi, 1527) e il De Solaribus Horologijs et Quadrantibus (Parigi, 1531). La sua fama europea è testimoniata dalle numerose opere pubblicate e tradotte in materia di astronomia, geografia, cartografia, gnomonica, geometria pratica e strumentazione scientifica. Sono famose le sue mappe che mostrano l'ipotizzata "Terra Australis", spesso erroneamente identificata con l'Antartide.
Il suo amico Antonio Mizauld scrisse una sua biografia. Gli è dedicato il cratere Orontius sulla Luna.

## Opere
- (LA) Protomathesis, Morrhy, Gérard & Pierre, Jean, 1532.
- (LA) Arithmetica practica, Colines, Simon de, 1544.
- (LA) Quadratura circuli, Colines, Simon de, 1544.
- (LA) Protomathesis, Paris, Michel de Vascosan, 1555.
- (LA) De rebus mathematicis, Vascosan, Michel de, 1556.
- Opere, De Franceschi, Francesco senese, 1587.